# Floppotron
Floppotron là một nhạc cụ được tạo ra bởi kỹ sư người Ba Lan có tên là Paweł Zadrożniak.
Nó được tạo ra bởi các mảng lập trình đồng bộ của phần cứng máy tính lỗi thời để chơi âm nhạc. Floppotron 2.0 hiện tại được lắp ráp bởi 64 ổ đĩa mềm, 8 ổ đĩa cứng, và một cặp máy quét phản chiếu. Kết quả là chúng ta sẽ có được một dàn nhạc rô bốt.

## Phát triển

### Phiên bản đầu tiên
Phiên bản đầu tiên của nhạc cụ được lắp ráp vào năm 2011 bao gồm 2 ổ đĩa mềm và một vi điều khiển AVR. Âm thanh được tạo ra khi Magnetic Head chuyển động bởi động cơ bước của nó. Để tạo được một âm thanh nhất định, Magnetic Head cũng phải được chuyển động theo một tần số nhất định.
Sản phẩm đã dành được tai tiếng sau khi Imperial March được đăng lên YouTube với 6 triệu lượt xem.

### Phiên bản 2.0
Vào năm 2016, Paweł Zadrożniak nâng cấp phiên bản trước đó của Floppotron với 64 ổ đĩa mềm, 8 ổ đĩa cứng, và hai cái máy quét phản chiếu (flatbed scanner). Mỗi 8 hàng ổ đĩa mềm được kết nối với một bột điều khiển 8-luồng (8-channel controller) được lắp trên vi điều khiển ATMega16; ổ đĩa cứng được điều khiển bởi 2 bộ khuếch đại đẩy-kéo (Push–pull output) được lắp với MOSFET SMD rời. Và máy quét được điều khiển bằng cách dùng các bo mạch off-the-shelf – một dạng bo mạch Arduino Uno.

## Quy tắc hoạt động
Bất kỳ thiết bị nào có động cơ điện đều có thể tạo ra âm thanh. Máy quét và ổ đĩa mềm dùng động cơ bước để di chuyển Magnetic Head với cảm biến sẽ quét một hình ảnh hoặc thực hiện chức năng đọc/ghi trên đĩa từ (magnetic disk). Âm thanh được tạo ra bởi động cơ phụ thuộc vào tốc độ quay đĩa: nếu tần số cao hơn, thì độ cao âm thanh sẽ cao hơn. Ổ đĩa cứng dùng nam châm (magnet) và cuộn (coil) để di chuyển Head. Khi mà nguồn điện cung cấp đủ lâu, Head sẽ tăng tốc và đánh vào điểm dừng (mechanical stop) sẽ tạo nên tiếng "trống”.
Floppotron có thể phiên dịch tập tin nhạc MIDI thành chuỗi những câu lệnh rời rạc nói cho thiết bị biết khi nào nên bùm, tích, và yên lặng.

## Những bản nhạc
Tính vào lúc tháng 4 năm 2019, có hơn một trăm bản nhạc được chơi bởi Floppotron ở trang YouTube của Zadrożniak. Các bản nhạc nổi tiếng bao gồm "Bohemian Rhapsody" của Queen, "Smells Like Teen Spirit" của Nirvana, "Seven Nation Army" của White Stripes, "Sweet Dreams" của Eurythmics, "Thriller" của Michael Jackson và "Song 2" của Blur.